# Щуко, Георгий Владимирович

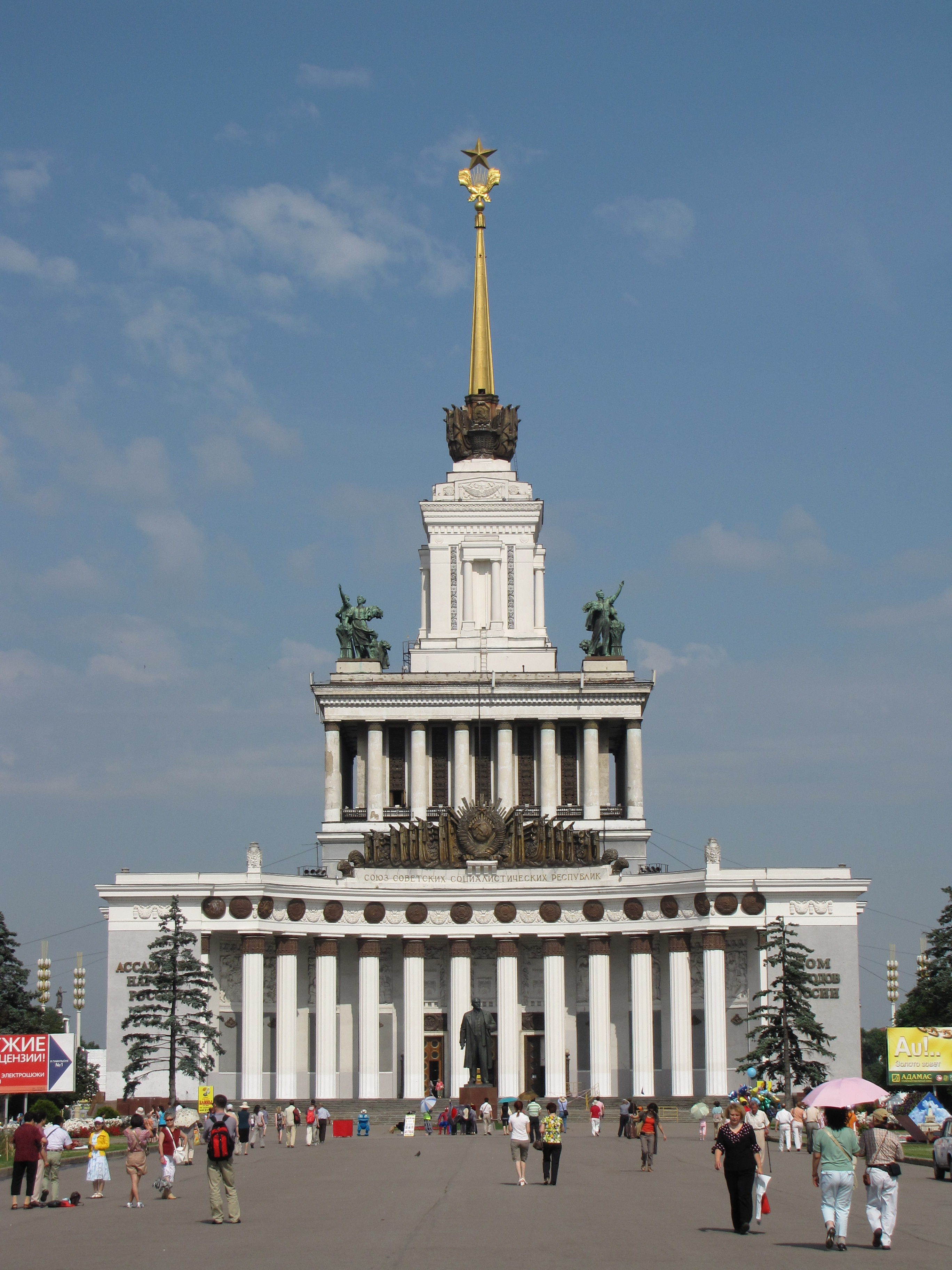
Главный павильон ВДНХ

Гео́ргий (Ю́рий) Влади́мирович Щуко́ (15 [28] июня 1905, Рим — 8 октября 1960, Москва) — российский и советский архитектор.

## Биография
Георгий Владимирович Щуко родился 15 (28) июня 1905 года в Риме в семье архитектора Владимира Алексеевича Щуко (1878—1939).
С 1918 по 1924 года обучался в 182-й петроградской Советской единой трудовой школе 1-й и 2-й ступеней.
В 1929 году окончил Ленинградский Высший художественно-технический институт (ЛВХТИ, ВХУТЕИН). Дипломная работа: «Строительная выставка».
Обучался у Л. Н. Бенуа, А. Е. Белогруда, И. А. Фомина, В. А. Щуко, В. Г. Гельфрейха, Л. В. Руднева и С. С. Серафимова.

Могила Щуко на Новодевичьем кладбище

Переехал в Москву в 1933 году в числе проектировщиков Дворца Советов, возглавляемых В. А. Щуко и В. Г. Гельфрейхом.
Принимал участие в реконструкции и застройке Москвы. Член Союза архитекторов СССР с 1934 года. Преподавал в Московском архитектурном институте (доцент с 1941 года).
Умер в Москве 8 октября 1960 года. Похоронен на Новодевичьем кладбище в Москве (3 уч.).

## Проекты и постройки

### Москва

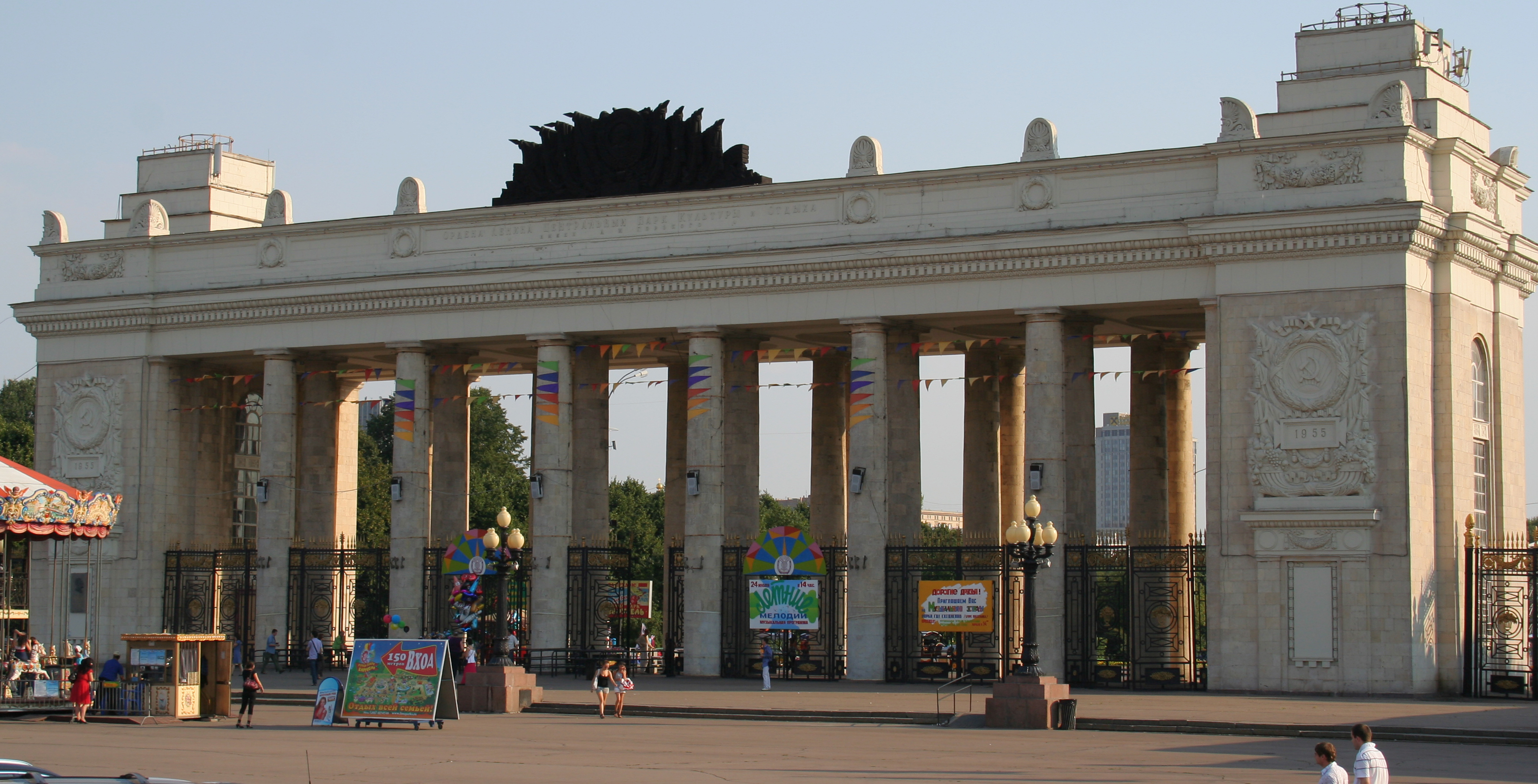
Главный вход ЦПКиО

- Проект Дворца Советов в Москве (1932—1933 гг., соавторы: В. А. Щуко, В. Г. Гельфрейх — руководители; П. В. Абросимов, А. П. Великанов, Л. М. Поляков, И. Е. Рожин, Г. В. Селюгин, Е. Н. Селякова-Шухаева, А. Ф. Хряков и др.).
- Дворец Советов (1933—1941 гг.; бригадир Малого зала на 6 000 человек);
- Кинотеатр на пл. Свердлова (1936 г.; соавторы: А. П. Великанов, И. В. Ткаченко; конкурс);
- Главный павильон ВСХВ (1937 г.; соавторы: В. А. Щуко, В. Г. Гельфрейх);
- Надгробие Г. А. Тарана на Новодевичьем кладбище (1950 г.; скульптор Г. Н. Постников);
- Жилой дом кооператива «Медик» на Новопесчаной улице (1950; совместно с А. В. Афанасьевым)[3];
- Интерьеры зала физико-математических наук библиотеки имени Ленина (1950-е; совместно с Д. Н. Елькиной)[4][2];
- Вход в ЦПКиО им. Горького (1954 г.; соавтор А. Спасов)[2];
- Главный павильон ВДНХ (1954 г.)[2].

### Проекты для других городов

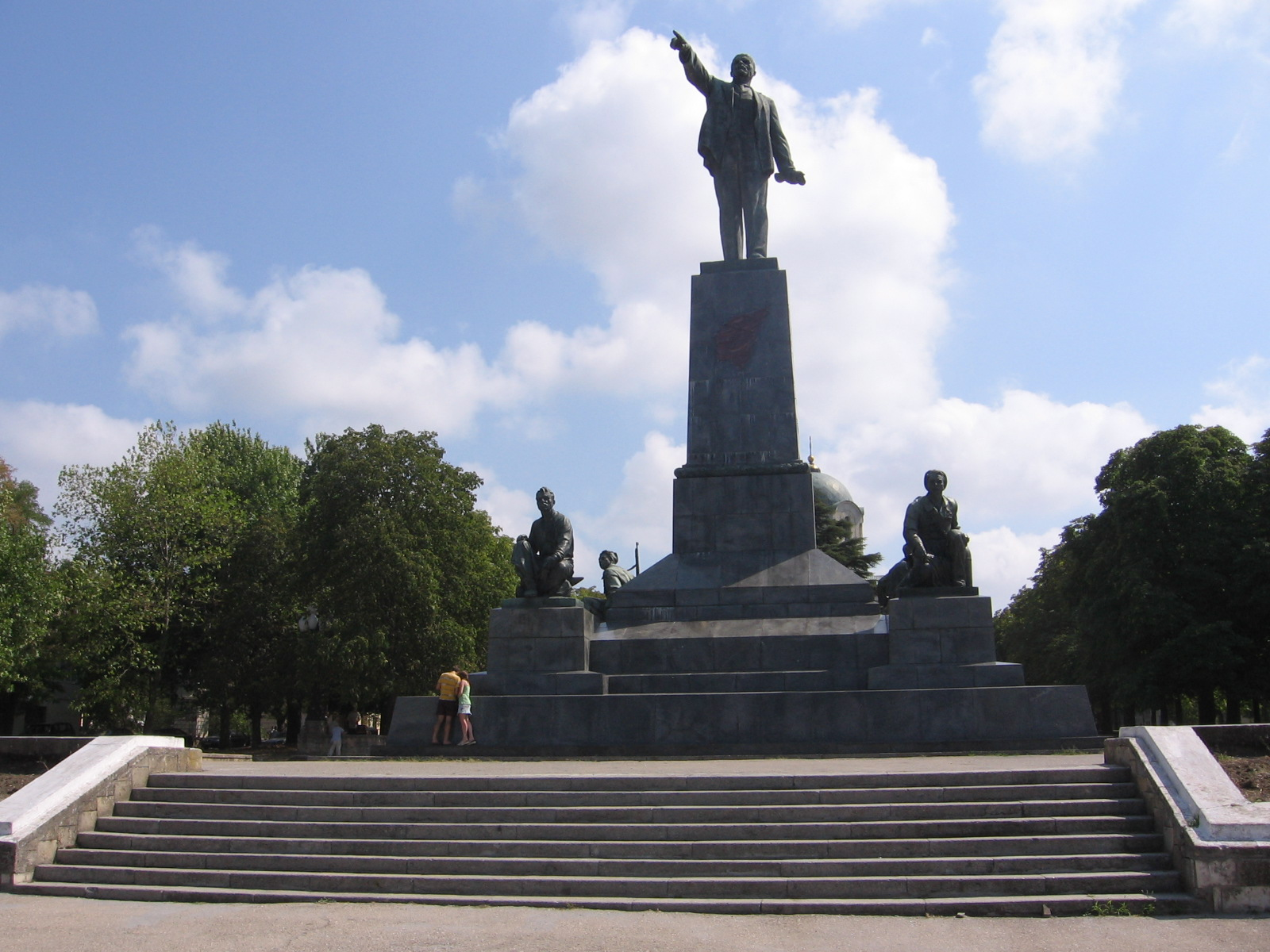
Севастополь. Памятник В. И. Ленину

- Памятник В. И. Ленину в Златоусте (1925 г.; конкурс);
- Стадион «Динамо» на Крестовском острове в Ленинграде (1931 г.; соавторы: О. Л. Лялин, Я. О. Свирский — руководители; Ю. В. Мухаринский, И. Е. Рожин; конкурс);
- «Большой дом» (здание ОГПУ-НКВД) в Ленинграде (1931 г.; в составе коллектива архитекторов под руководством А. И. Гегелло, А. А. Оля, Н. А. Троцкого);
- Государственный Театр Туркменской ССР в Ашхабаде (1934 г.; соавторы: В. А. Щуко, В. Г. Гельфрейх, А. П. Великанов; конкурс);
- Гостиница «Абхазия» в Сухуми (1930-е)[2];
- Ржев — восстановление и реконструкция (1944—1945 гг.; соавторы: В. Г. Гельфрейх);
- Крещатик в Киеве (1944—1945 гг.; соавторы: В. Г. Гельфрейх, А. П. Великанов, И. Е. Рожин; конкурс);
- Орёл — планировка центра города (1945—1947 гг.; соавторы: В. Г. Гельфрейх, В. А. Гайкович);
- Памятник В. И. Ленину в Севастополе (1957 г.; скульптор Бондаренко П. И.; архитектор-соавтор С. Я. Турковский)[2].

## Семья
- Супруга — Лидия Николаевна Щуко (урожд. Черносвитова)[5](1910—1985). Впоследствии — супруга И. А. Браудо) (1910—1985).
- Дочь — Елизавета Георгиевна Щуко (р. 1931) — геолог[6].